# Akwasi Frimpong
Akwasi Frimpong (11 febbraio 1986) è uno skeletonista, ex bobbista ed ex velocista ghanese naturalizzato olandese.

## Biografia

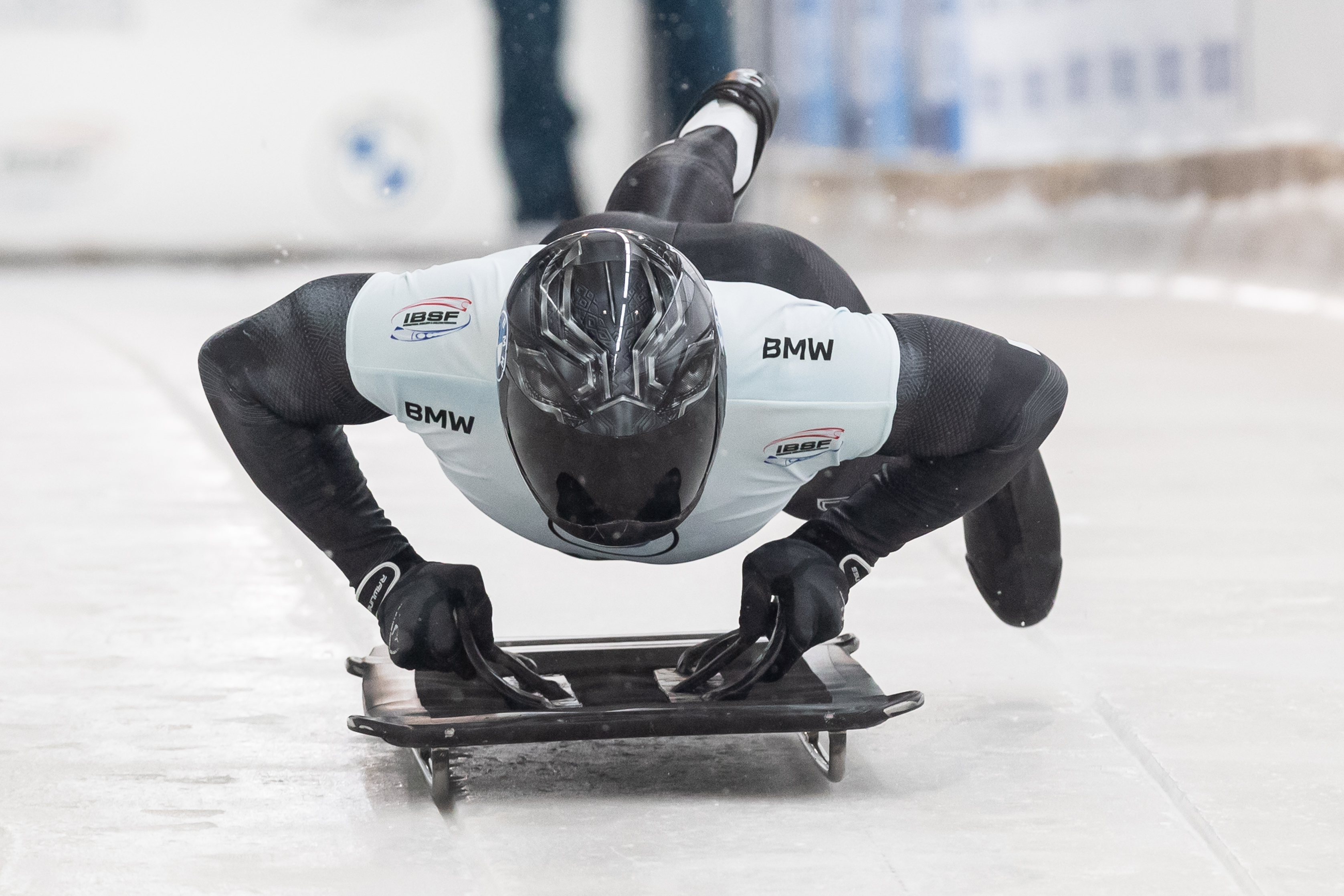
Akwasi Frimpong in gara ai campionati mondiali di Altenberg 2021

Nato in Ghana, si è trasferito nei Paesi Bassi all'età di otto anni con la madre dove per diversi anni è rimasto come immigrato irregolare, sino a che i suoi genitori nel 2007 hanno ottenuto un permesso di soggiorno per ragioni di lavoro. Ha iniziato ad avvicinarsi allo sport all'età di quindici anni, incominciando dall'atletica leggera come sprinter, vincendo il titolo olandese juniores nei 200 m e partecipando ad alcune edizioni dei campionati nazionali assoluti.
Nel 2008 ha ottenuto la cittadinanza olandese. Un infortunio al tendine d'Achille gli ha impedito di qualificarsi ai Giochi olimpici di Londra 2012. Nel 2012 si è dedicato al bob, entrando nel team olandese come frenatore e disputando una sola gara in Coppa del Mondo, il 17 novembre 2012 a Park City, dove fu ventunesimo nel bob a quattro. È stato convocato a Soči 2014 come riserva della compagine olandese.
Nel 2016 passò allo skeleton, riprendendo a gareggiare per il Ghana soprattutto nei circuiti minori della Coppa Nordamericana, dove entrò nella top ten al termine della stagione 2021/22 piazzandosi ottavo in classifica generale, e della Coppa Intercontinentale, classificandosi tredicesimo nel 2020/21. Ha rappresentato il Ghana ai Giochi olimpici invernali di Pyeongchang 2018, concludendo la gara al trentesimo posto. Ha altresì preso parte a due edizioni dei campionati mondiali. Nel dettaglio i suoi risultati nelle prove iridate sono stati, 44º nel singolo a Schönau am Königssee 2017 e 32º nel singolo ad Altenberg 2021.

## Palmarès

### Skeleton

#### Coppa Intercontinentale
- Miglior piazzamento in classifica generale nel singolo: 13º nel 2020/21.

#### Coppa Europa
- Miglior piazzamento in classifica generale nel singolo: 57º nel 2020/21.

#### Coppa Nordamericana
- Miglior piazzamento in classifica generale nel singolo: 8º nel 2021/22.